# Варламов, Александр Викторович
Александр Викторович Варламов (бел. Аляксандр Віктаравіч Варламаў; род. 18 июля 1979, Воронеж) — российский и белорусский прыгун в воду. Участник летних Олимпийских игр 2004 и 2008 годов, бронзовый призёр чемпионата мира 1998 года, двукратный серебряный призёр чемпионата Европы 1997 и 2008 годов, двукратный бронзовый призёр чемпионата Европы 2002 года.

## Биография
Александр Варламов родился 18 июля 1979 года в городе Воронеж.
В 2001 году окончил Воронежский государственный институт физической культуры.
Выступал за сборную России.
В 1997 году стал серебряным призёром чемпионата Европы в Севилье в синхронных прыжках с 10-метровой вышки вместе с Игорем Лукашиным.
В 1998 году также в паре с Лукашиным завоевал бронзовую медаль в той же дисциплине на чемпионате мира в Перте.
С 2002 года выступал за сборную Белоруссии и минское «Динамо».
В 2002 году на чемпионате Европы в Берлине завоевал бронзовые медали в прыжках с 10-метровой вышки и вместе с Андреем Мамонтовым — в синхронных прыжках с 10-метровой вышки.
В 2004 году вошёл в состав сборной Белоруссии на летних Олимпийских играх в Афинах. В прыжках с 3-метрового трамплина занял 30-е место, набрав 357,09 балла и уступив 430,29 балла завоевавшему золото Пэн Бо из Китая. В прыжках с 10-метровой вышки занял 27-е место, набрав 361,41 балла и уступив 386,67 балла победителю Ху Цзя из Китая.
В 2008 году завоевал серебряную медаль на чемпионате Европы в Эйндховене в синхронных прыжках с 10-метровой вышки в парке с Вадимом Каптуром.
В том же году вошёл в состав сборной Белоруссии на летних Олимпийских играх в Пекине. В прыжках с 10-метровой вышки занял 21-е место, набрав 406,60 балла и уступив 131,35 балла завоевавшему золото Мэтту Митчему из Австралии.
В 2008 году завершил выступления.
Мастер спорта России международного класса.